# Grijsrugsaffraangors
De grijsrugsaffraangors (Sicalis uropigyalis) is een zangvogel uit de familie Thraupidae (tangaren).

## Verspreiding en leefgebied
Deze soort komt voor in zuidwestelijk Zuid-Amerika en telt 3 ondersoorten:
- Sicalis uropigyalis sharpei: van noordwestelijk tot centraal Peru.
- Sicalis uropigyalis connectens: het zuidelijke deel van Centraal-Peru.
- Sicalis uropigyalis uropigyalis: zuidelijk Peru, noordelijk Chili, westelijk Bolivia en noordwestelijk Argentinië.